# Киракозова Наталія Вартанівна
Наталія Вартанівна Киракозова (нар. 28 лютого 1947, м. Алчевськ, Луганська область) — радянська українська і російська кінорежисерка.
Закінчила Київський державний інститут театрального мистецтва ім. І. Карпенка-Карого (1985). Працювала на Київській кіностудії ім. О. П. Довженка.
Зрежисувала фільми: «Дикий пляж» (1990, т/ф, премія ФІПРЕССІ МКФ «Злата Прага», ЧССР, 1991), «Провінційний анекдот» (1990, т/ф), «Градус чорного Місяця» (1992) та ін.
Була в 1993—1994 рр. членкинею Спілки кінематографістів України. Виїхала з України.
У Москві працювала в жанрі документального кіно.
У 2007 році в співавторстві зрежисувала фільм «Бомжиха».